# Tanah Merah (Air Putih)
Tanah Merah is een bestuurslaag in het regentschap Batu Bara van de provincie Noord-Sumatra, Indonesië. Tanah Merah telt 2249 inwoners (volkstelling 2010).